# The Dead Heart
Singles de Midnight Oil 
Best of Both Worlds
(1985) Beds Are Burning
(1987)
The Dead Heart est une chanson du groupe de rock australien Midnight Oil. 

## Histoire
La chanson est sortie pour la première fois en single en Australie en 1986 et au Royaume-Uni et aux États-Unis en 1988 après avoir été incluse dans l'album de 1987, Diesel and Dust. Elle a atteint la quatrième place du classement des singles australiens et la onzième place du classement du rock grand public américain.

## Reconnaissance
Aux Countdown Australian Music Awards de 1986, la chanson a été nommée pour le prix du meilleur single,.
En janvier 2018, dans le cadre du classement musical « Ozzest 100 » du réseau de radios Triple M (en), The Dead Heart a été classée numéro 76 des meilleures chansons australiennes de tous les temps.

## Arrière-plan
La chanson traite des mauvais traitements infligés aux aborigènes australiens et de la non-reconnaissance des cultures aborigènes en Australie, et fait partie des efforts visant à sensibiliser aux générations volées d'Australie — le retrait forcé des enfants aborigènes australiens de leurs familles entre 1909 et les années 1970.
Midnight Oil a enregistré The Dead Heart pour la cérémonie de restitution d'Uluru (Ayers Rock) à ses propriétaires aborigènes traditionnels. Le groupe a ensuite été invité à faire une tournée dans certaines des communautés les plus reculées de l'outback australien avec le groupe aborigène, le Warumpi Band, une tournée connue sous le nom de tournée Blackfella / Whitefella.